# Adam Zdziebło
Adam Michał Zdziebło (ur. 3 lipca 1974 w Rybniku) – polski urzędnik państwowy i polityk, od 2009 podsekretarz stanu, a następnie w latach 2010–2014 sekretarz stanu w resortach związanych z rozwojem, senator VIII kadencji.

## Życiorys
Ukończył studia na Wydziale Prawa i Administracji Uniwersytetu Śląskiego w Katowicach, a także studia podyplomowe w zakresie integracji europejskiej (w Ośrodku Studiów Europejskich UŚ).
Pracował w Związku Gmin i Powiatów Subregionu Zachodniego Województwa, dochodząc do stanowiska dyrektora tej organizacji. W wyborach samorządowych w 2006 uzyskał mandat radnego sejmiku śląskiego z listy Platformy Obywatelskiej. W 2005 i w 2007 bez powodzenia z listy tej partii kandydował do Sejmu.
W 2008 objął funkcję szefa gabinetu politycznego minister rozwoju regionalnego Elżbiety Bieńkowskiej. 12 stycznia 2009 został podsekretarzem stanu w Ministerstwie Rozwoju Regionalnego (złożył wówczas mandat radnego). 16 lutego 2010 zastąpił Hannę Jahns na stanowisku sekretarza stanu w tym resorcie. W wyborach parlamentarnych w 2011 został kandydatem PO do Senatu RP. Uzyskał mandat senatora, otrzymując 50 903 głosy. 28 listopada 2013 został sekretarzem stanu w Ministerstwie Infrastruktury i Rozwoju, zakończył urzędowanie 18 grudnia 2014. W 2015 został dyrektorem oddziału spółki akcyjnej Gaz-System w Świerklanach. Nie ubiegał się o parlamentarną reelekcję w wyborach w 2015.

## Odznaczenia
- Komandor z Gwiazdą Królewskiego Norweskiego Orderu Zasługi – Norwegia, 2012[6]
- Brązowy Medal „Za Zasługi dla Pożarnictwa” – 2014